# Нуми Рапас
Нуми Рапас (на шведски: Noomi Rapace) е шведска актриса, носителка на награди „Бодил“ и „Сателит“, номинирана е за „Сатурн“ и награда на БАФТА. Известна с ролите на Симза в „Шерлок Холмс: Игра на сенки“ и Елизабет Шоу във филма на Ридли Скот „Прометей“.

## Биография
Родена е на 28 декември 1979 в Хюдиксвал. Майка ѝ Нина Норен е шведска актриса, а баща ѝ Рохелио Дуран испански фламенко певец. Когато е на пет години се мести заедно с майка си в Исландия.
През 2001 се омъжва за шведския актьор Ола Рапас. Двамата заедно избират общия си артистичен псевдоним Рапас от френската дума rapace – хищна птица. През 2003 им се ражда син Ола, но през 2011 се развеждат.

### Кариера
Изиграва първата си роля когато е на 7 години в исландския филм „Í skugga hrafnsins“ и това я кара да избере киното като своя бъдеща кариера. На 15 години напуска дома си, за да се запише в Театралното училище в Стокхолм. Телевизионния си дебют прави през 1996 в сериала Tre Kronor.
Повратна за кариерата и се оказва ролята на Лисбет Саландер в „Мъжете, които мразеха жените“ (2009), екранизацията по култовата трилогия Милениум. Рапас играе и в двете продължения, а успехът на трилогията кара през 2011 и Холивуд да направи своя версия. През 2011 е поканена да изиграе ролята на циганката Симза в холивудския „Шерлок Холмс: Игра на сенки“, където си партнира с Робърт Дауни Джуниър, а през 2012 играе главна роля в научнофантастичния „Прометей“ на Ридли Скот.

## Избрана филмография
| Година | Филм                         | Оригинално заглавие                | Роля                | Режисьор         |
| ------ | ---------------------------- | ---------------------------------- | ------------------- | ---------------- |
| 2009   | Мъжете, които мразеха жените | Män som hatar kvinnor              | Лисбет Саландер     | Нилс Арден Оплев |
| 2011   | Шерлок Холмс: Игра на сенки  | Sherlock Holmes: A Game of Shadows | мадам Симза Херон   | Гай Ричи         |
| 2012   | Прометей                     | Prometheus                         | Елизабет Шоу        | Ридли Скот       |
| 2017   | Пришълецът: Завет            | Alien: Covenant                    | доктор Елизабет Шоу | Ридли Скот       |